# Autowheel

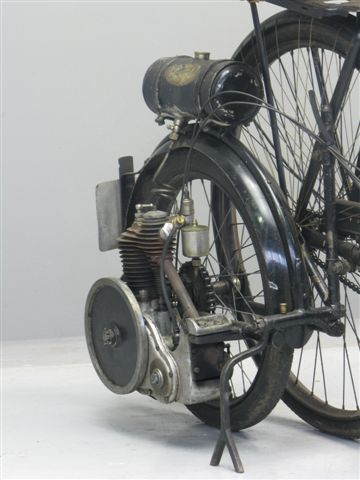
Wall-Autowheel uit 1914

Een Autowheel is een wiel met aangebouwd motorblokje en brandstoftank, dat met een hulpframe naast het achterwiel van een fiets kon worden gemonteerd.
Het werd aldus een gemotoriseerde driewieler. Ook wel "motorwheel" genoemd. Fabrikanten van dergelijke Autowheels waren onder andere Briggs & Stratton, LFG, Monet-Goyon, Perks & Birch, Pow Wow, Power Wheel, Powerbike, Singer, Smith en Wall.